# Burnside Avenue
Burnside Avenue – stacja początkowa metra nowojorskiego, na linii 4. Znajduje się w dzielnicy Bronx, w Nowym Jorku i zlokalizowana jest pomiędzy stacjami 183rd Street i 176th Street. Została otwarta 2 czerwca 1917.